# Henri Stuart (1er duc de Gloucester)
Pour les autres membres de cette famille, voir Stuart et pour les homonymes, voir Henri d'Angleterre, Henry Stuart et Henri, duc de Gloucester.
Titres
Duc de Gloucester
13 mai 1659 – 18 septembre 1660
(1 an, 4 mois et 5 jours)
Comte de Cambridge
13 mai 1659 – 18 septembre 1660
(1 an, 4 mois et 5 jours)
Henri Stuart, duc de Gloucester, né le 8 juillet 1640 au palais d'Oatlands  et mort le 18 septembre 1660 au palais de Whitehall, est le troisième fils de Charles Ier et de son épouse, Henriette-Marie de France. Il est aussi connu sous le nom d'Henri d'Oatland.

## Biographie

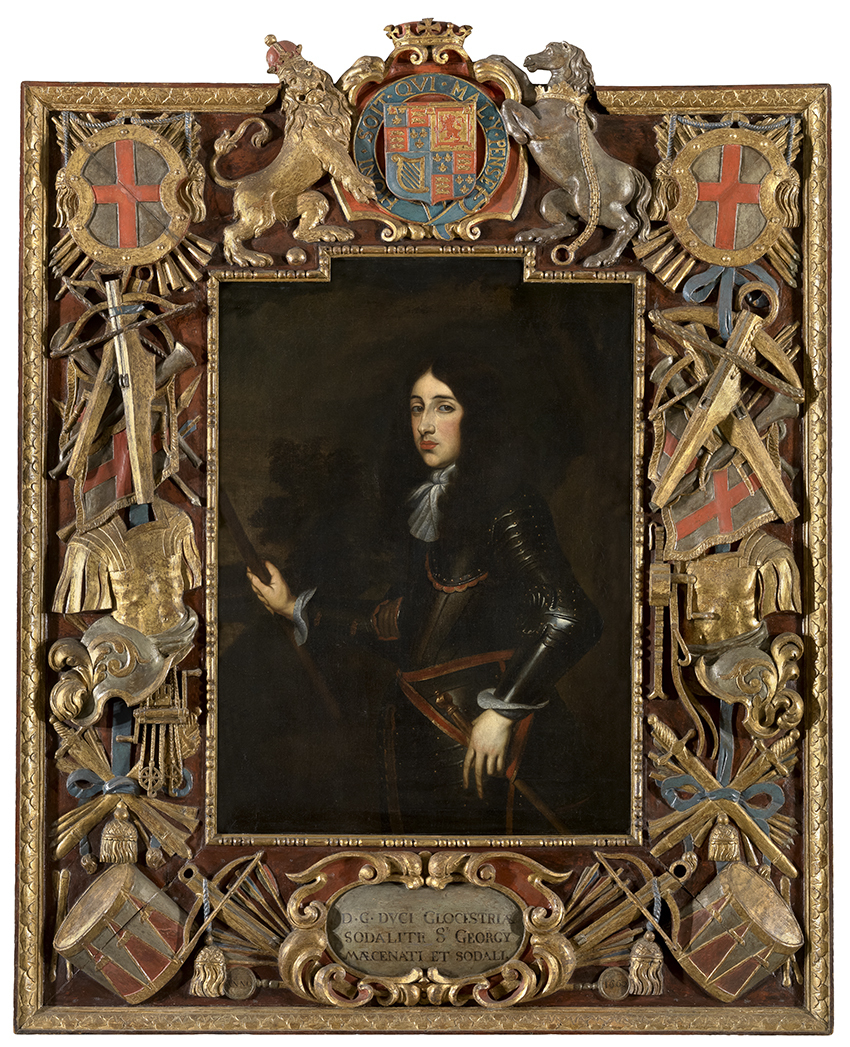
Portrait d'Henri Stuart (1662), musée Groeninge.

Après la défaite de son père à la fin de la première guerre civile anglaise, Henri, contrairement à ses deux frères aînés, qui se sont échappés avec leur mère en France, a été capturé et emmené à Londres. Élisabeth, sa sœur aînée, partage sa captivité dans la tour de Londres sous la protection de l'Armée républicaine. Les deux enfants reçoivent une éducation strictement protestante. Élisabeth a treize ans et Henri, huit ans, lorsqu'ils rendent visite à leur père la veille de son exécution. Le parlement pouvant envisager de donner la couronne à Henry au détriment de ses frères aînés, l'ex-roi l'en dissuade et demande à son fils qui n'a que huit ans de refuser la couronne. Élisabeth meurt en septembre 1650 et Oliver Cromwell accepte de libérer Henri en 1652. Il rejoint sa mère et ses frères en exil en France. En 1655, Charles Cotterell passe à son service.
Opposé à sa mère, fervente catholique, sur la question de la religion, il se fâche avec elle et rejoint avec son frère Jacques les armées espagnoles. Ils sont présents tous deux à la bataille des Dunes.
Après la Restauration, il rentre en Angleterre et s'installe à Whitehall. Il meurt peu de temps après de la variole à l'âge de 20 ans.

## Armoiries
| Blason | Blasonnement : Commentaires : Écartelé, en I et IV contre-écartelé : en 1 et 4 d'azur aux trois fleurs de lys d'or et en 2 et 3 de gueules aux trois léopards d'or ; en II d'or, au lion de gueules, au double trescheur fleuronné et contre-fleuronné du même et en III d'azur, à la harpe d'or, cordée d'argent ; un lambel d'argent brochant sur la partition, chaque pendants chargés d'une rose de gueules. |

## Source
- (en) Cet article est partiellement ou en totalité issu de l’article de Wikipédia en anglais intitulé « Henry Stuart, Duke of Gloucester » (voir la liste des auteurs).